# Dicladispa fabricii
Dicladispa fabricii là một loài bọ cánh cứng trong họ Chrysomelidae. Loài này được Guérin-Méneville miêu tả khoa học năm 1830.